# Kollonitz von Kollograd

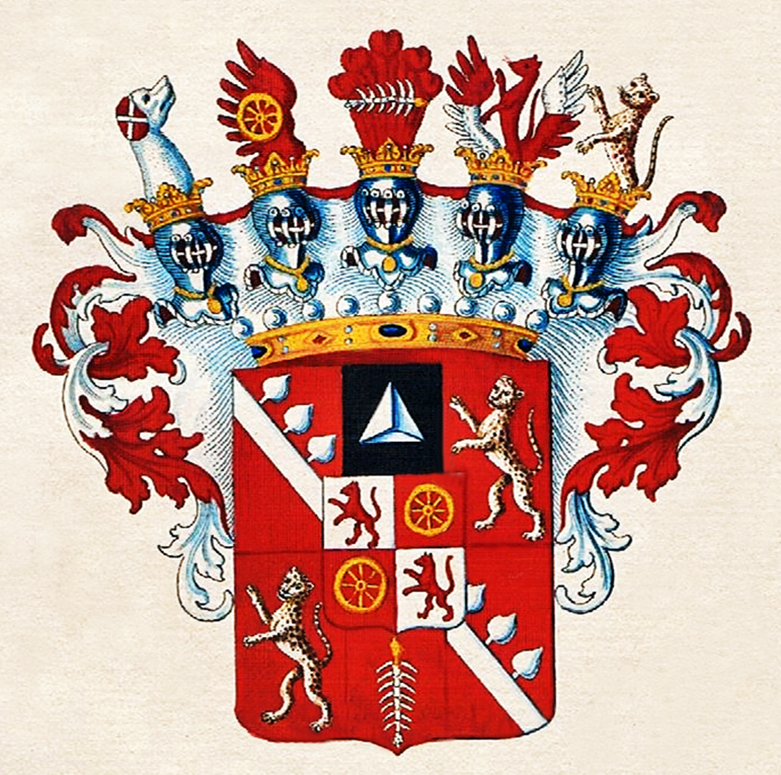
Wappen der Grafen Kollonitz von Kolograd 1637

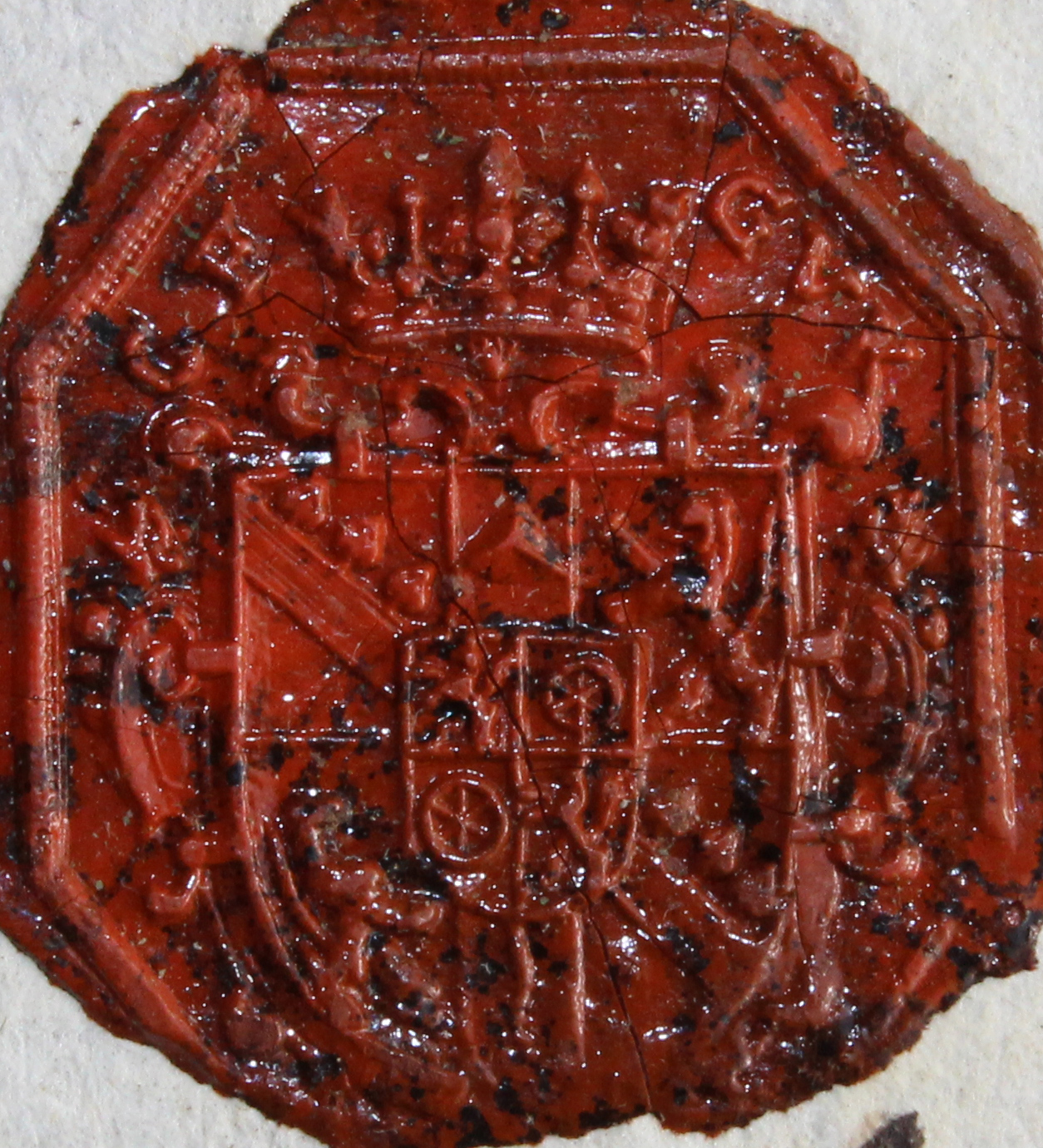
Siegel Christoph Ferdinand Graf von Kollonich 1650

Die Grafen Kollonitz von Kollograd (kroat. Kolonić, auch Kollonitsch, Kollonich, Collonicz) waren ein sehr altes, ursprünglich kroatisches, sodann österreichisches und auch ungarisches Adelsgeschlecht.

## Geschichte

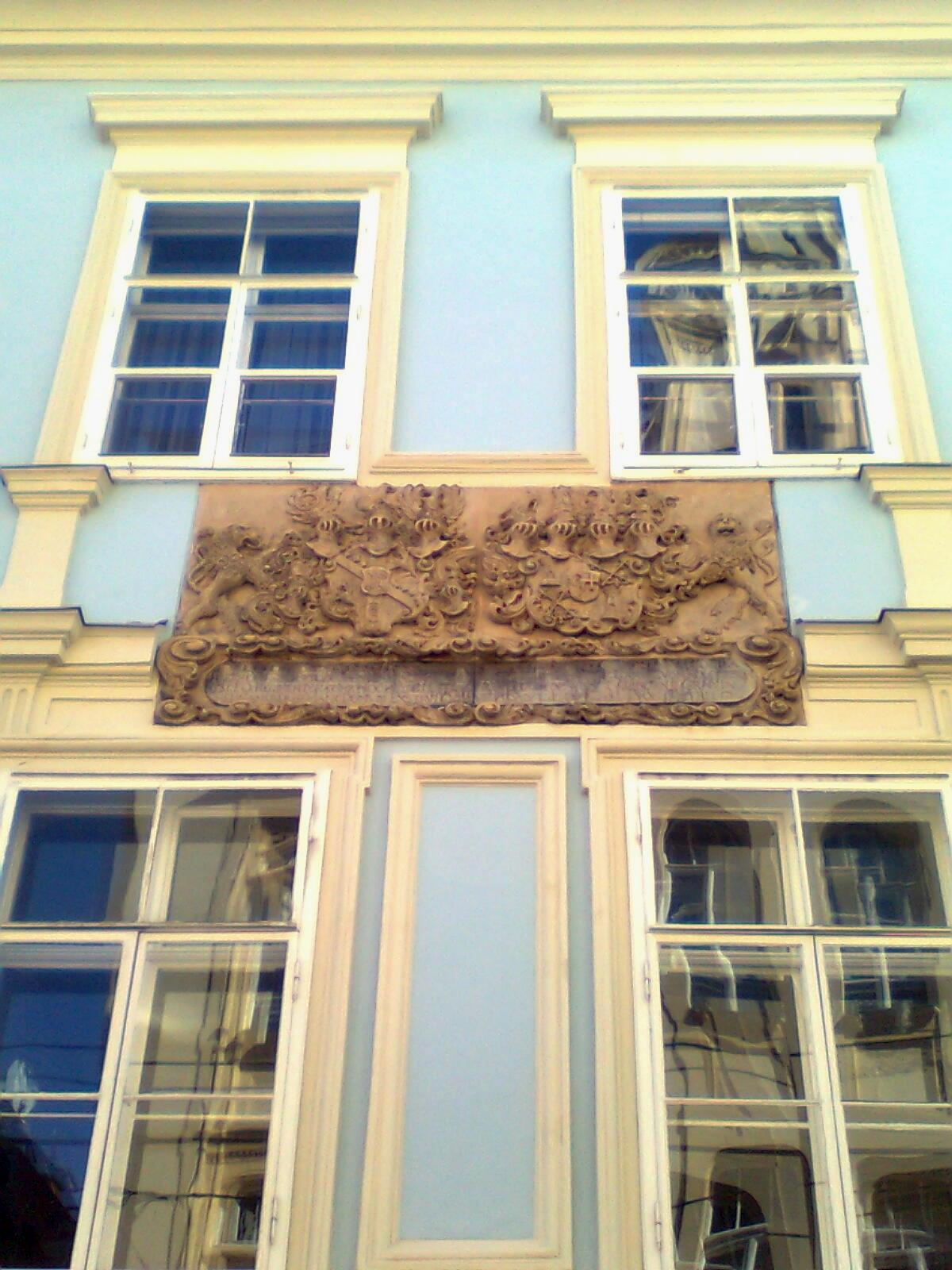
Fassadendetail mit Allianzwappen am Palais Kollonitsch

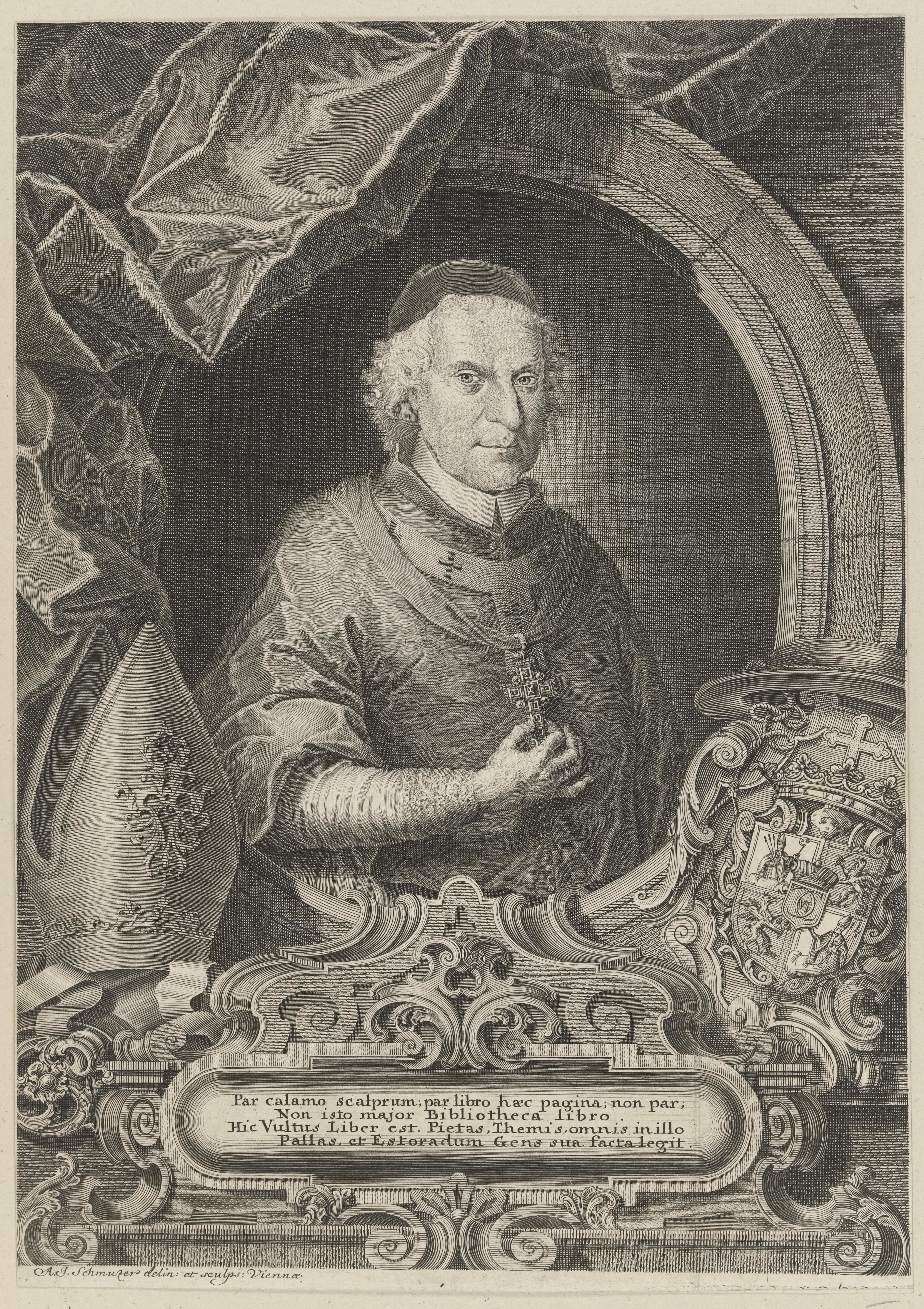
Kardinal Siegmund Graf Kollonitz von Kollograd

Die Grafen von Kollonitz entstammten einem kroatischen Uradelsgeschlecht, welches schon im 13. Jahrhundert das Stammgut Kollógrad besaß. Verdrängt durch die Einfälle der Türken zog die Familie im Anfang des 15. Jahrhunderts in die Steiermark und Österreich. 
Thomas Kollonitz lebte im 14. Jahrhundert. Balthasar Adam Kercselich führte ihn in seiner Notitia de Regnis Dalmatiae, Croatiae als Thomas de Kológrad, dictus Kolloniche, im Jahre 1381 unter Stephan König von Bosnien auf. Es ist dies der Erste, der den Namen Kollonich führte. Die früheren Familienmitglieder nannten sich allein Kollograd. Den Namen Kollonitz nahmen sie erst später von der mit ihnen verwandten kärntnerischen Familie Kollnitz (Kolnitzer), nachdem diese ausgestorben war, an. Sie nannten sich später aber entweder Kollonitz oder Kollonitz von Kollograd.
Die ordentliche Stammreihe begann um das Jahr 1400 mit Nicolaus Kollonics von Kollograd, wahrscheinlich der Sohn des Thomas, vermählt mit Maria Krussitsch von Lupoglava. Dessen Enkel Georg († 1509) war der Erbauer der Burg Schleinitz. Seyfried (Siegfried) von Kollonitz († 17. November 1555), ein Sohn Georgs aus dessen Ehe mit Barbara von Rottal, Doktor beider Rechte, zeichnete sich 1529 bei der Ersten Belagerung von Wien und in den damaligen Kriegen so aus, dass er zweimal zum Ritter geschlagen wurde, das zweite Mal 1530 öffentlich von Kaiser Karl V., wobei ihm dieser sein Bild an kostbarer goldener Kette umhing. Später war derselbe erster Kammerherr unter diesem Herrscher sowie seinem Nachfolger Ferdinand I., außerdem 40 Jahre lang niederösterreichischer Regimentsrat in Wien. Er war verehelicht mit Johanna von Orschon.
Infolge der Verdienste ihres Vaters wie auch ihrer eigenen, wurden Seyfrieds Söhne Gabriel, Johann Bartholomäus und Georg Seyfried (1537–1599), mit den Söhnen ihres verstorbenen Bruders Ferdinand, Adam und Georg, Landstände des Landes unter der Enns, von  Kaiser Rudolph II. am 1. September 1588 in den Reichsfreiherrenstand erhoben. Das Geschlecht erhielt 1598 und 1604 das Indigenat in Ungarn, 1607 wurde auch das böhmische zugestanden.
Adams Söhne aus der Ehe mit Johanna Freiin von Stadl waren:
Otto Gottfried Graf Kollonitz von Kollograd (* 1598; † 10. Juni 1664), k. k. Kämmerer, Regimentsrat, innerösterreichischer Hofkammerrat und Direktor des Geheimen Rates, der als Kämmerer von Erzherzog Leopold Wilhelm, 1641 ein Stadthaus erwarb, das Palais Kollonitsch in Graz, verheiratet mit Johanna Sophia Gräfin von Thurn sowie 
Erasmus Ferdinand Graf Kollonitz von Kollograd, innerösterreichischer Hofkammerrat, Ritter des Deutschen Ordens, zuletzt dessen Komtur zu Laibach. 
Sie erhielten von Kaiser Ferdinand III. am 12. Januar 1637 die Grafenwürde. Dieselbe Würde gelangte am 3. Dezember 1638 an Georg Seyfrieds Sohn Ernst, k. k. Kämmerer, Oberst und Kommandant von Komorn (s. u.) sowie sämtliche Nachkommen seines Bruders Erasmus Ferdinand.
Leopold Karl Graf von Kollonitsch, (1631–1707), der Sohn des Ernst, war katholischer Erzbischof der Erzdiözese Gran und Kardinal. In seinen jungen Jahren hatte er 1651 als Kandidat des Malteserordens bei der Verteidigung von Kandia (Kreta) gegen die Türken und 1655 bei den Kämpfen in den Dardanellen teilgenommen und wurde als Malteserritter 1658 Prior der Ordensniederlassungen der Kommende Mailberg, sodann von Eger in Böhmen.
Im Laufe der Zeit waren verschiedene Linien entstanden: eine Steierische, von Ferdinand von Kollonitz (Seyfrieds ältestem Sohne) absteigende älteste Linie, dessen Sohn Ladislaus († 1817) Erzbischof der Erzdiözese Kalocsa gewesen war, eine von Georg Seyfried absteigende Linie in Österreich, welche in einen älteren und jüngeren Ast zerfiel, und die von Gabriel Freiherrn von Kollonitz absteigende Linie. Sie erloschen alle nach und nach. 
Kardinal Siegmund Graf von Kollonitz (1677–1751), ein Neffe des aus dem älteren Ast der österreichischen Linie stammenden Kardinals Leopold Karl und als Erzbischof zu Wien bekannt, war der Letzte des berühmten Stammes. Derselbe adoptierte mit Kaiser Karl VI. besonderem Konsens und Privilegium vom 12. Juni 1728 den aus einer der ältesten Adelsfamilien des Königreichs Ungarn entsprossenen Ladislaus Freiherrn von Zay von Csömör und Zay-Ugrocz. Er war ein Sohn des Lorenz Freiherrn von Zay, und Maria Polyxena Gräfin von Kollonitz, der Halbschwester seines Vaters. Der Kardinal setzte ihn zum Erben seiner Herrschaften mit der Bedingung ein, dass er und alle seine Nachkommen, unter gänzlicher Weglassung ihres bisherigen Namens und Wappens, sich nur allein Graf und Gräfin von Kollonitz nennen und schreiben sollten. Der Erzbischof starb am 12. April 1751 und Güter, Namen und Wappen gingen sodann auf den neuen Kollonitz’schen Stamm über.
Dieser Ladislaus, (* 4. Juni 1705, † 6. September 1780), k. k. Geheimer Rat, 1750 in zweiter Ehe mit Walburga Gräfin von Hamilton († 19. Februar 1789) verheiratet, hinterließ Maximilian, (* 13. September 1761, † 4. März 1827 in Obersiebenbrunn), 1809 k. k. Feldmarschall-Leutnant, vermählt mit Caroline Gräfin von Haugwitz, († 7. März 1827). Aus dieser Ehe stammte Maximilian (* 8. Januar 1799), Erb- und Bannerherr zu Zay-Ugrocz, Herr auf Ober-Siebenbrunn etc., vermählt am 7. Juni 1821 mit Auguste Freiin von Gudenau, (* 3. Juni 1801). Der Sohn desselben war Ladislaus (* 12. Juli 1833).

## Weitere Persönlichkeiten

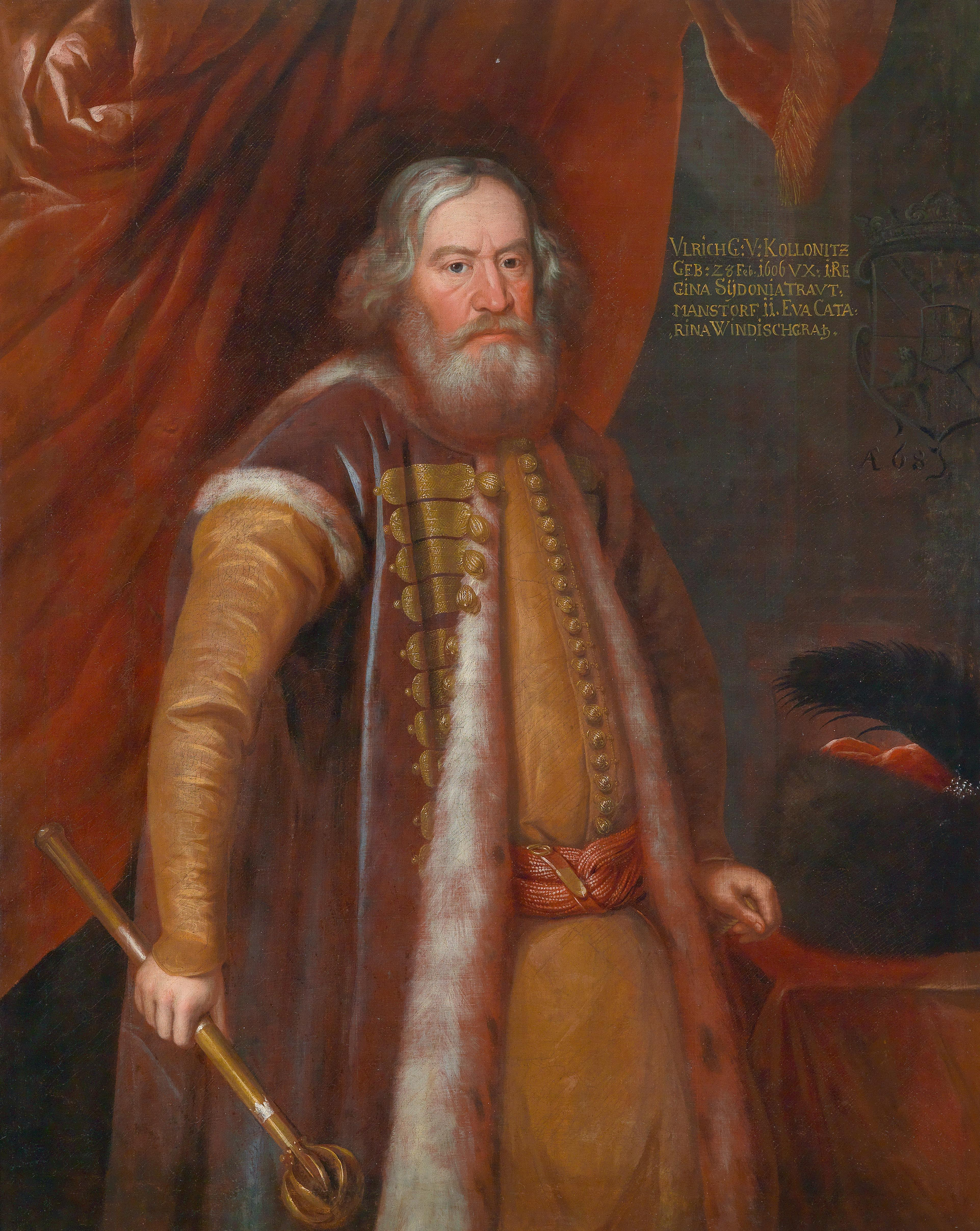
Ulrich Graf von Kollonitz zu Kollegrad 1683

- Adam Graf Kollonics von Kollógrad (* 22. Februar 1651 † 1726), Sohn des unten aufgeführten Ullrich Johann (1606–1683) und dessen zweiter Frau, war ein hochrangiger, sehr angesehener kaiserlicher Offizier. Am 22. Dezember 1700 zum Generalfeldwachtmeister ernannt, wurde er am 3. November 1706 (Rang vom 6. Mai 1704) Feldmarschallleutnant zum 1. Mai 1716 General der Kavallerie und schließlich am 4. Oktober 1723 Feldmarschall. Er war auch Kronhüter des Königreichs Ungarn.[5]
- Ernst Graf von Kollonitz, Freiherr von Reiffenberg (1576–1638) Sohn des Gründers der österreichischen Linie Georg Seyfried und der Helena Fuchs von Fuchsberg, gehörte zum Hofstaat Ferdinand II., war Kämmerer, Kommandant von Komorn, Hofkriegsrat und Stadtkommandant zu Wien.[6] Er wird mit dem Wunder von Hoheneich in Verbindung gebracht.
- Joseph Graf Kollonitz von Kollograd (* 21. April 1740; † 22. Oktober 1799) war kaiserlicher Generalmajor (27. Mai 1789, Rang vom 24. Mai des Jahres).[5]
- Karl Joseph Matthäus Graf Kollonitz von Kollograd (* 20. November 1730; † 18. Januar 1804) wurde am 10. April 1783 (mit Rang vom 2. April des Jahres) Generalmajor. Während seiner militärischen Karriere machte er die Besitznahme Bayerns mit, stand dann bei der Hauptarmee in Böhmen, später beim d’Alton’schen Korps. Er bekleidete auch einige Jahre die Stelle eines Premier-Wachtmeisters bei der ungarischen adeligen Leibgarde. Seit 3. Mai 1764 war der Graf mit Maria Friederike Gräfin von Cavriani vermählt und hatte aus dieser Ehe vier Töchter und einen Sohn Ladislaus, der kinderlos starb. Dieser Karl ist wohl auch derselbe, dessen Georg Kaspar Nagler in seinem „Künstler-Lerikon“ (Band VII, S. 188) als eines Malers gedachte, der um 1779 und noch zum Anfang des 19. Jahrhunderts in Wien lebte, Bildnisse malte, solche auch nach Art von Medaillons in Wachs bossierte. Wenigstens lebte um diese Zeit kein anderer Kollonitz mit dem Taufnamen Karl.[5][7]
- Seyfried (Siegfried) Freiherr Kollonics von Kollógrad (* 22. September 1572; † 12. Februar 1624)[8] war ein Patensohn Kaiser Maximilian II., wurde am 28. Juni 1601 Generalfeldwachtmeister, im Januar 1603 Oberst Don der bergstädtischen Grenzen, bekämpfte mit Erfolg den Fürsten Gabriel Báthory. Er wurde in den Hofkriegsrat aufgenommen und zum Oberbefehlshaber in den ungarischen Bergstädten,[9] schließlich 1621 Feldmarschall.[5][10]
- Siegmund Graf Kollonics von Kollógrad (* 12. November 1734; † 8. Mai 1784) wurde am 13. April 1784 (mit Rang vom 12. Dezember 1768) ebenfalls Generalmajor.[5]
- Ulrich Johann Graf von Kollonitz (* 28. Februar 1606–1683) war Geheimer Rat und Kämmerer, verheiratete zuerst mit Maria Sidonia Freiin von Trauttmannsdorf, danach mit Eva Katharina Freiin von Windischgrätz. Der zweiten Ehe entspross Adam (siehe oben).

Die Schreibweise des Familiennamens differierte häufig (neben Kollonitz auch Kollonitsch, Kollonich, Kollonics, Collonicz), ebenso der Beiname (außer Kollograd auch  Kollógrad  und Kollegrád).

## Besitzungen

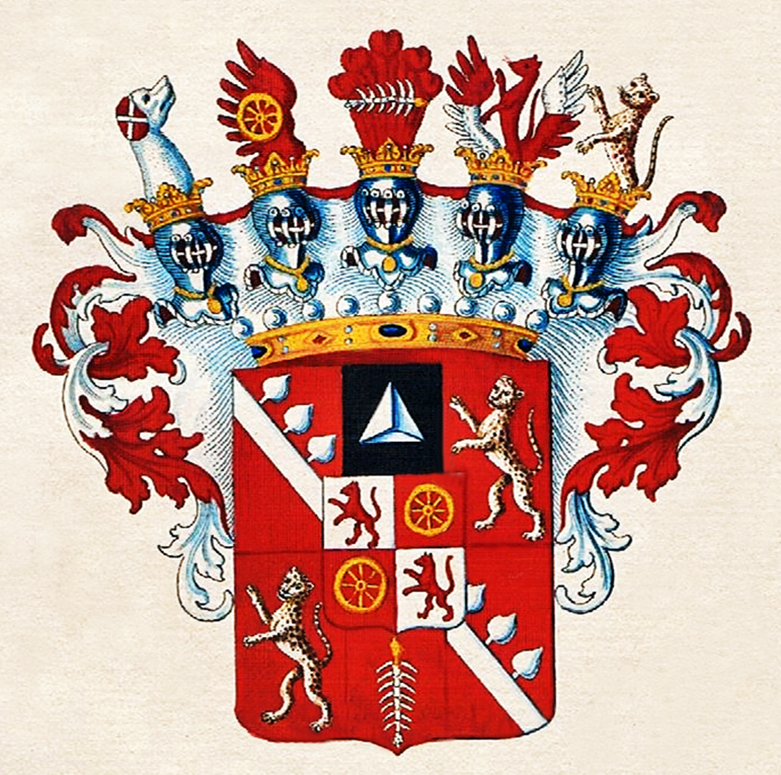
Wappen der Grafen Kollonitz von Kolograd 1637

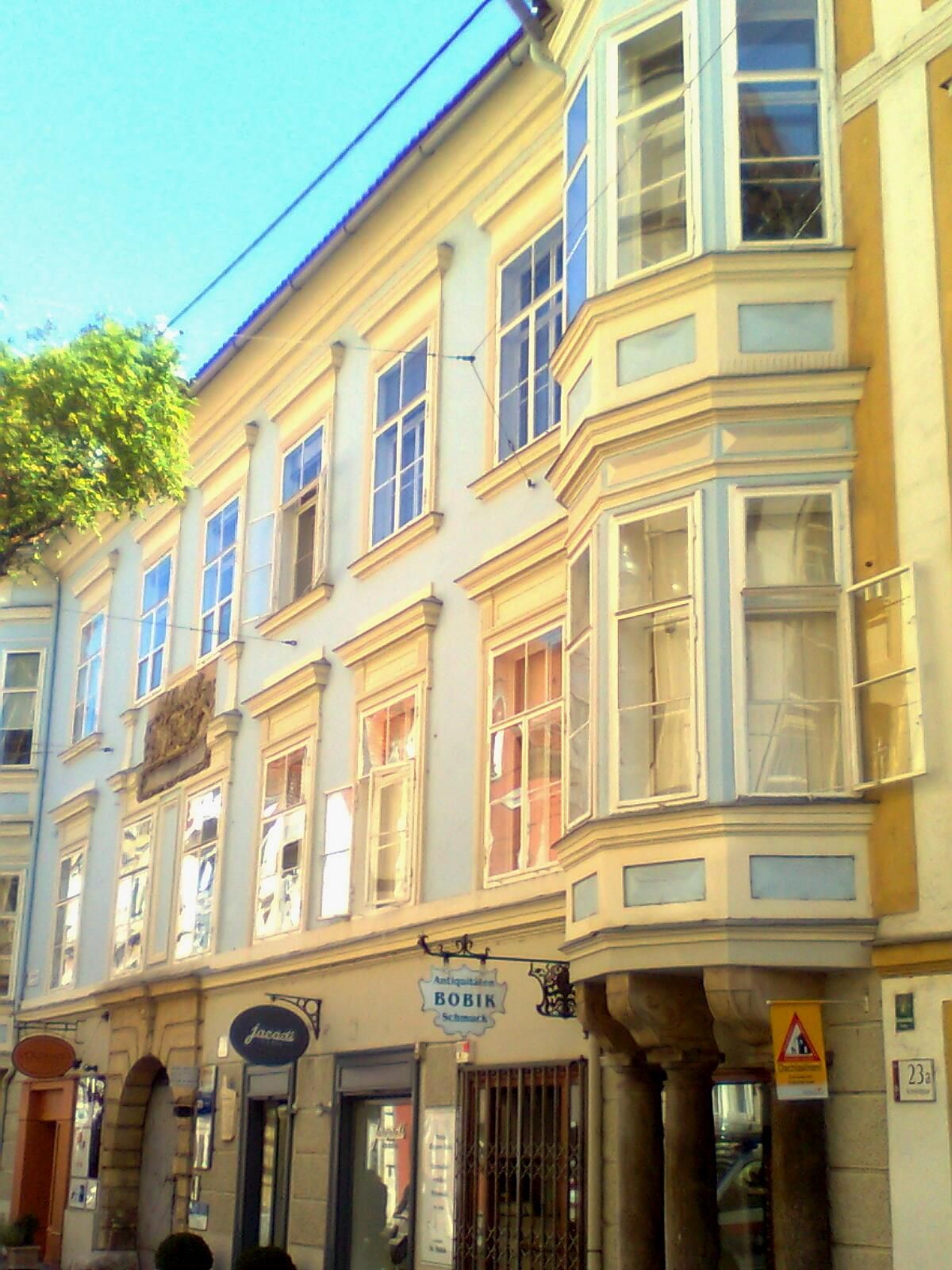
Palais Kollonitsch, Graz
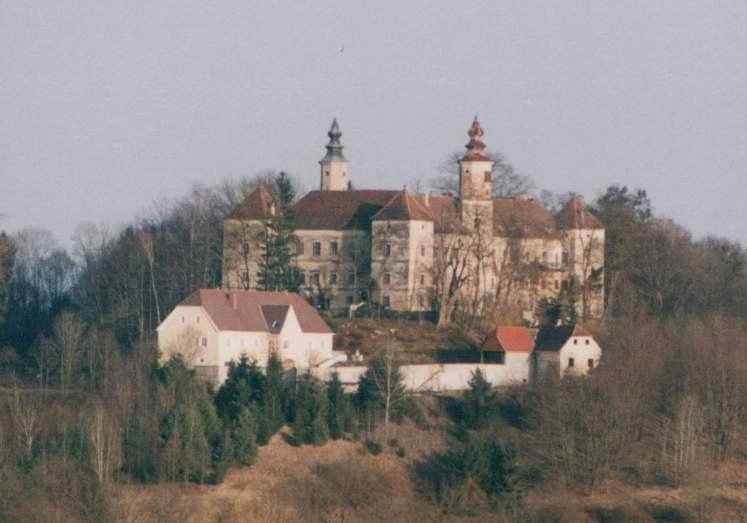
Schloss Freiberg
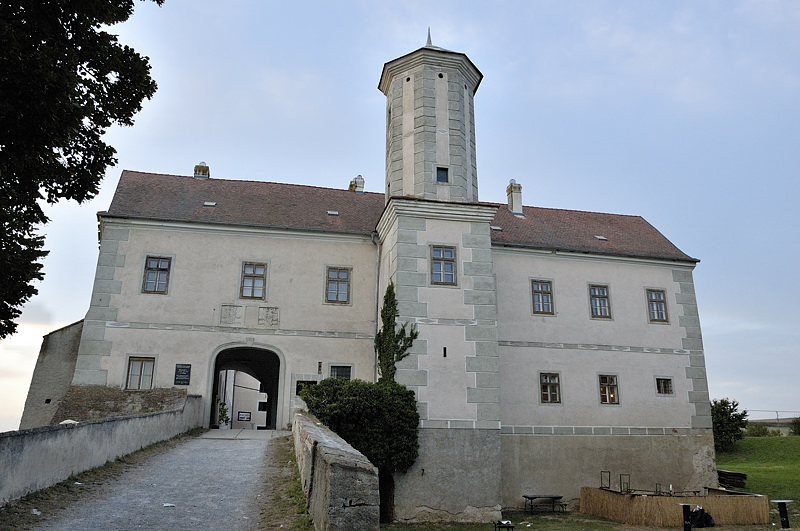
Schloss Jedenspeigen
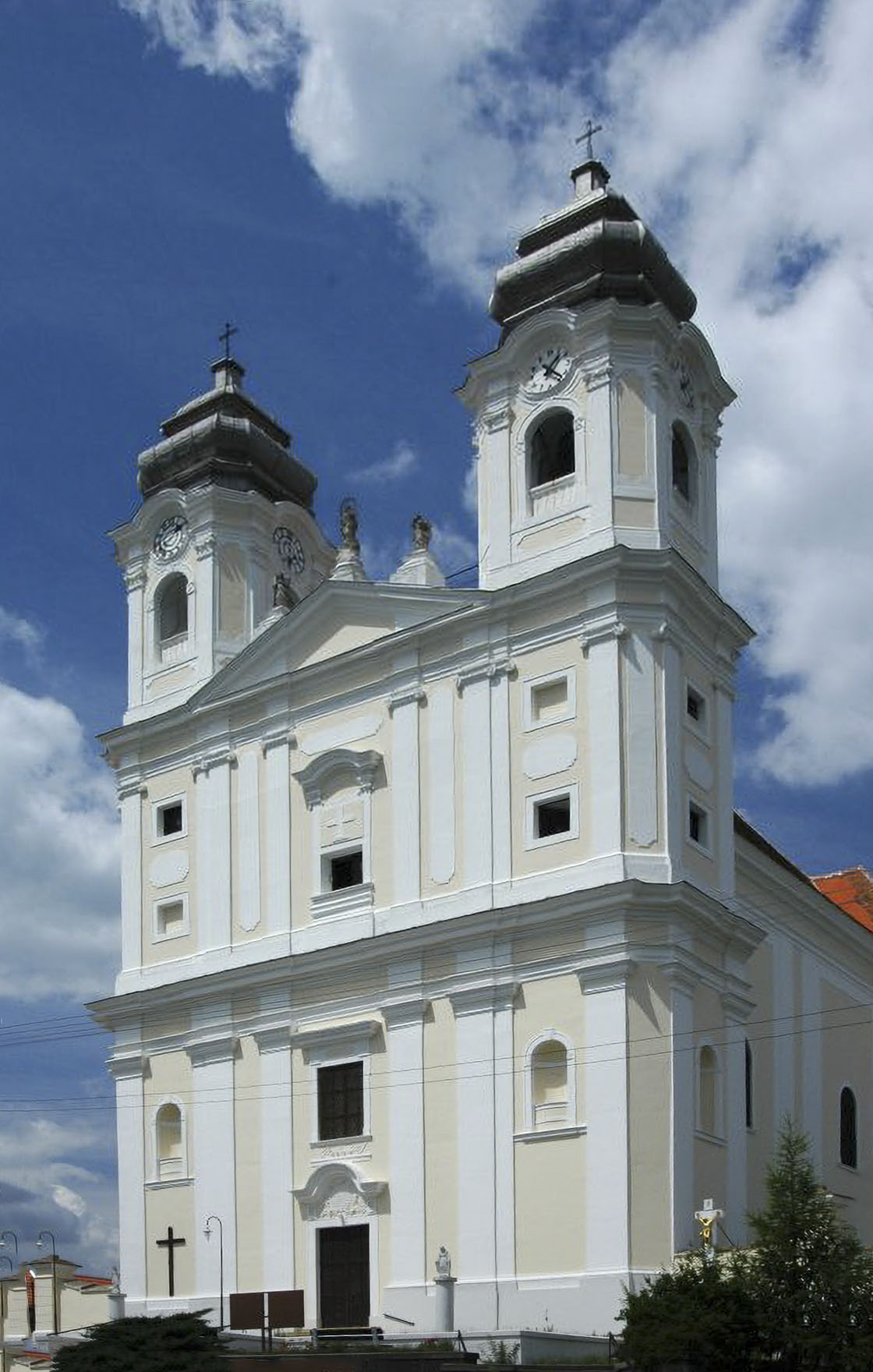
Großschützen, Slowakei
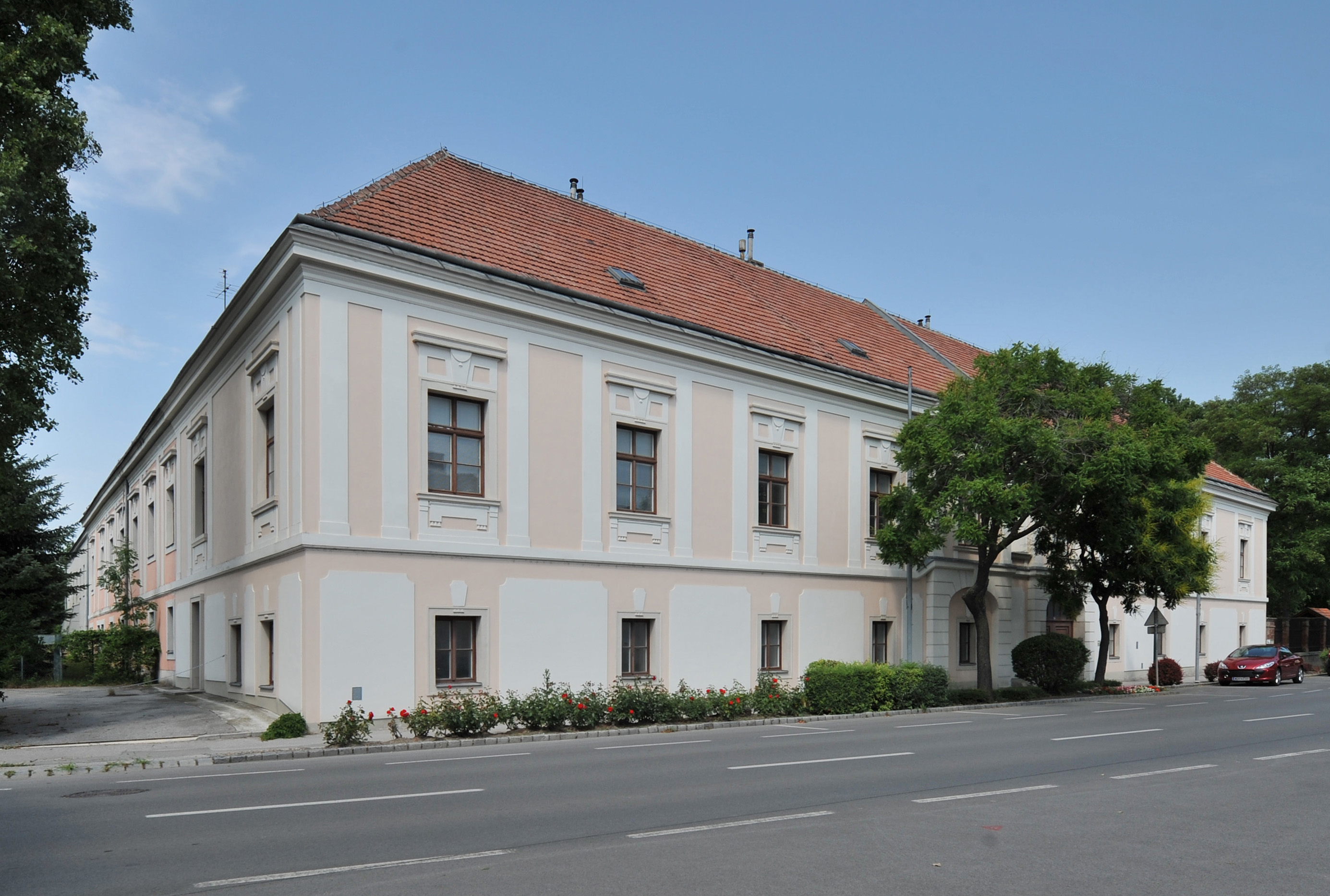
Schloss Wasenhof, Biedermannsdorf bei Wien

## Wappen
1637: Schild zwei Mal der Länge nach und einmal quer geteilt, also sechsfeldrig, mit Mittelschild. Mittelschild quadriert: 1 und 4 in Silber ein rechtsspringender eisengrauer Wolf; 2 und 3 in Rot ein goldenes Wagenrad von 8 Speichen. Hauptschild: 1 und 6 in Rot ein silberner schrägrechter Balken, aus welchem oben hintereinander drei silberne Seeblätter hervorgehen. 2 in Schwarz ein silbernes Dreieck, nach Franz Karl Wißgrill ein dreieckiger, mit einer Spitze aufwärtsgekehrter, triangelweise ausgehauener weißer Werkstein. 3 und 4 in Rot ein rechtsspringender grimmiger Luchs, nach Anderen ein Leopard; 5 in Rot ein der Länge nach gestelltes goldenes Fischgerippe. Über dem Schilde erheben sich fünf gekrönte Helme. Der rechte trägt den Kopf und Hals einer einwärtsgehenden silbernen Bracke, dessen rechtes Ohr mit einem schwarzen, nach anderen mit einem silbernen Kreuze belegt ist; der zweite einen roten, die Sachsen einwärtskehrenden, mit einem goldenen Rade belegten Flügel; der mittlere einen Busch von fünf roten Straußenfedern, über welchem quer das Fischgerippe des 5. Feldes liegt, welches auch von einigen aufrecht gestellt wird; der vierte zwischen zwei von Rot und Silber quergeteilten Adlerflügeln mit gewechselten Tinkturen einen wachsenden, einwärtssehenden Wolf, und der linke einen wachsenden Luchs oder Leoparden. Die Helmdecken sind rechts rot und golden, links rot und silbern. Die früheren Angaben sind sehr unzuverlässig. So setzt das Wappenbuch der durchlauchtigen Welt in das zweite Feld eine silberne spitzige Mütze und in das 5. einen pfahlweise gestellten goldenen Zweig, an dessen jeder Seite sich 5 spitzige, goldene, in die Höhe gerichtete Blätter finden. Auch sind die neueren Bestimmungen in Bezug auf einen roten Fuchs im 1. und 4. Felde des Mittelschildes falsch.